# Dietrich DP I
Die Dietrich DP I Sperber ist ein deutsches Schul- und Sportflugzeug aus dem Jahr 1922.

## Entwicklung
Richard Dietrich beabsichtigte bereits 1919/20 unfertige Flugzeuge aus der Kriegsproduktion in Mannheim für zivile Zwecke fertigzustellen. Durch den Erlass des Bauverbots für Luftfahrzeuge in Deutschland scheiterte dieses Vorhaben. Seit 1921 beschäftigte sich Dietrich mit dem Dozenten Geyer von der Rheinischen Ingenieurschule Mannheim mit der Auslegung eines einfachen, auf dem Jagdflugzeug Fokker D.VII basierenden Sportflugzeugs, für das der seinerzeit noch als Student tätige Max Gerner als Volontär die Konstruktionspläne nach Dietrichs Angaben anfertigte. Den ursprünglichen Entwurf eines einsitzigen Flugzeugs musste Dietrich aufgeben, da ihm für den Bau eines Prototyps lediglich ein 70 PS starker Gnome-Umlaufmotor zur Verfügung stand, der in dieser Leistungsklasse gemäß der sich abzeichnenden alliierten Bauvorschriften nur in einem zweisitzigen Flugzeug verbaut werden durfte. Dietrich erweiterte seinen Entwurf daher um einen zweiten Sitz, den er im Schwerpunkt des Flugzeugs anordnete und bezeichnete seinen Entwurf zunächst als Dietrich Passagier Doppeldecker DPD.
Der Bau des Prototyps Dietrich DP I wurde Anfang 1922 in Dietrichs Privatunternehmen Richard Dietrich Flugzeugbau in der Merzelstraße 23 in Mannheim unter Leitung von Andreas Pöhlmann durchgeführt. Bei Aufhebung des Bauverbots am 5. Mai 1922 waren die Arbeiten weitgehend abgeschlossen. Richard Dietrich erwähnt in seiner Autobiographie, dass er an diesem Tag im Hof seines Werkstattbetriebs den ersten Probelauf des eingebauten Motors absolviert hatte und verknüpft diese Aussage mit dem Erstflug der DP I in Sandhofen. Daher wird in vielen heutigen Quellen der 5. Mai 1922 als Erstflugdatum für die DP I angegeben. Demgegenüber meldete der Mannheimer General-Anzeiger in seiner Ausgabe vom 9. Juni 1922, dass Dietrichs Flugzeug am 7. Juni 1922 in Sandhofen absolviert hat. Dieses Datum erscheint plausibel, da sich in den folgenden Tagen erstmals Meldungen in der örtlichen Presse finden, die von Überflügen der Dietrich DP I berichten. Die Dietrich D I gehörte damit neben der Udet U 1 von Ernst Udet und der R III von Walter Rieseler zu einer der ersten in Deutschland entwickelten Sportflugzeugkategorie nach dem Ersten Weltkrieg. Den ersten Passagierflug führte Dietrich mit seiner Ehefrau Käthe am 13. Juli 1922 in Mannheim durch.
Im August 1922 wurde Dietrich mit seinem Flugzeug auf die Deutsche Gewerbeschau nach München eingeladen, wo der ehemalige Jagdflieger Paul Bäumer zwei Flugzeuge in Auftrag gab. Mindestens eins dieser beiden Flugzeuge wurde 1923 an die Flugschule Bäumer übergeben und vom 20. Juli bis zum 12. August 1923 in Göteborg auf dem Bäumer-Messestand der Internationale Luftfahrtausstellung dem internationalen Publikum präsentiert. Auf Dietrichs Angebot hin flog der ebenfalls anwesende Antonius Raab am 10. August das Flugzeug und soll in zwölf Minuten eine Höhe von 2260 Metern erreicht haben, was eine beachtliche Leistung darstellt. Die Ausstellung zog zwar keine Aufträge nach sich, doch bedeutete das Treffen den Beginn der Zusammenarbeit von Dietrich und Raab. Eine DP I war noch im Oktober 1925 bei der Bäumer Aero GmbH in Hamburg im Einsatz. Sie ging durch Motorausfall als D-522 über Hamburg verloren. Eine weitere DP I scheint noch bis zur Insolvenz von Dietrichs Unternehmen im November 1926 als werkseigenes Flugzeug geflogen zu sein.

## Produktion
Unklar ist die genaue Anzahl gebauter DP-I-Flugzeuge. Die allgemein verbreitete Aussage in zahlreichen Medien, dass lediglich ein DP-I-Prototyp gebaut wurde, scheint nicht zuzutreffen. Neben der 1926 noch in Kassel vorhandenen werkseigenen DP I existierte mindestens eine weitere in Hamburg bei Bäumer Aero. Mindestens eine der zwei von Paul Bäumer in München bestellten DP I scheint also gebaut worden zu sein, vermutlich sogar zwei. Fraglich ist auch, ob die von Dietrich in seiner Autobiographie erwähnte Zerlegung einer DP I für den Bahntransport von Mannheim nach Kassel tatsächlich den zu dieser Zeit flugfähigen DP-I-Prototyp oder eine weitere in Mannheim im Bau befindliche DP I betraf, die in Kassel bei den Dietrich Flugzeugwerken am 9. Mai 1923 ihren Erstflug absolvierte. Mindestens zwei, möglicherweise bis zu vier Dietrich DP I scheinen damit in den Jahren 1922/23 gebaut worden zu sein (siehe Werknummern-Liste bei).
Unabhängig von der Anzahl gebauter DP I eignete sich die Struktur des Flugzeugs nicht für einen Serienbau. Bereits in Mannheim beschäftigten sich Dietrich und Gerner mit einem grundlegend überarbeiteten Entwurf für den Serienbau, der in Kassel als Dietrich DP II gebaut wurde.

## Konstruktion
Die Auslegung des Dietrich Doppeldeckers erfolgte in Gemischtbauweise mit einem stoffbespannten Stahlrohrrumpf und Leitwerk sowie stoffbespannten, oben einteiligen Holztragflächen mit N-Stilen. Im Gegensatz zur Fokker D VII wurden Spannweite und Flügelfläche verkleinert und der Mercedes-Reihenmotor durch einen französischen Umlaufmotor mit 70 PS ersetzt.

## Technische Daten
| Kenngröße             | Daten                             |
| --------------------- | --------------------------------- |
| Besatzung             | 1–2                               |
| Spannweite            | oben 7,20 m, unten 6,60 m         |
| Länge                 | 5,90 m                            |
| Höhe                  | 2,50 m                            |
| Flügelfläche          | 14,00 m²                          |
| Flächenbelastung      | 40 kg/m²                          |
| Leistungsbelastung    | 8,0 kg/PS                         |
| Rüstmasse             | 340 kg                            |
| Zuladung              | 220 kg                            |
| Startmasse            | 560 kg                            |
| Antrieb               | ein Gnôme-Motor mit 70 PS (51 kW) |
| Höchstgeschwindigkeit | 140 km/h in Bodennähe             |
| Steigzeit             | 7 min auf 1000 m Höhe             |
| Gipfelhöhe            | 3500 m                            |
| Aktionsradius         | maximal 500 km                    |